# Les Fous du volant (jeu vidéo)
Pour les articles homonymes, voir Les Fous du volant (homonymie).
Les Fous du volant (titre original : Wacky Races) est un jeu vidéo de course sorti en 2000 sur PlayStation, Dreamcast, PC, Game Boy Color. Le jeu a été développé et édité par Infogrames. Il ressort en 2002 sur PlayStation dans un pack avec le jeu Bugs Bunny et Taz : La Spirale du temps.

## Scénario
Le jeu reprend le scénario et les personnages de la série américaine Les Fous du volant créée par William Hanna et Joseph Barbera. Les onze bolides s'affrontent sur une vingtaine de circuits dans un esprit très cartoon.

## Système de jeu
Chaque véhicule possède des caractéristiques propres, ses points forts et ses points faibles, ce qui entraîne des styles de conduite très variés.
Par exemple, le Tocard Tank conduit par le sergent Grosse-Pomme et le soldat Petit-Pois a une faible accélération mais une vitesse de pointe élevée. Le Coucou Casse-cou de Malabar et Malabille, quant à lui, a une vitesse de pointe moyenne mais une très bonne tenue de route.
Dans le style de Mario Kart, chaque concurrent dispose de gadgets et d'armes pour se frayer un chemin jusqu'à la première place (comme le missilochewing-gum, les citrouilles explosives ou les ptéradons à tête chercheuse). Il faut accumuler les dingojetons éparpillés dans le circuit pour pouvoir utiliser les gadgets propres au véhicule. Ces bonus se classent globalement en trois catégories : défense, vitesse et attaque.
À la fin du mode championnat on peut avoir accès au véhicule N°00 de Satanas et Diabolo pour aller beaucoup plus vite
Le jeu dispose de quatre modes de jeu : Contre la montre, Championnat, Multijoueur et Super Gadgets. Ce dernier propose une liste détaillée de tous les gadgets disponibles dans le jeu.

## Voix française
- Patrick Guillemin : Max le Rouge et le commentateur de la course
- Roger Carel : le professeur Maboulette, Pique
- Philippe Dumat : Satanas

## Accueil
- Nintendo Power : 7,2/10[6]